# Theodor Haarbeck
Theodor Haarbeck (Neukirchen, 11 november 1846 – Barmen, 3 december 1923) was een Duits theoloog van de Gemeinschaftsbewegung, een Duitse opwekkingsbeweging.

## Biografie
Theodor was de zoon van de burgemeester van Neukirchen Gustav Haarbeck en bezocht van 1859 tot 1864 het gymnasium in Duisburg. In 1864/1865 studeerde hij in Bazel, in 1865/1866 in Tübingen en in 1867/1868 in Bonn. In 1868 werd Haarbeck leraar op een gymnasium in Bern. Drie jaar later trouwde hij met Hanna Rappard, een zus van Carl Heinrich Rappard, de inspector (directeur) van de piëtistische zendingsorganisatie Pilgermission Sankt Chrischona uit het gelijknamige dorp bij Bazel. In 1883 werd Theodor Haarbeck benoemd tot inspector van de opleiding voor zendelingen van de Pilgermission. In 1889 reisde hij voor de organisatie naar Slavonië. Van 1890 tot 1919 werkte hij als inspector en later als directeur aan het Johanneum, een opleiding voor evangelisten in Barmen. In 1902 werd Haarbeck bestuurslid van de Gnadauer Konferenz en van 1911 tot 1919 was hij voorzitter van het Gnadauer Verband, de Duitse bond voor evangelische gemeenschapsvorming en evangelisatie. Door zijn opleidingswerk en zijn boeken leverde hij een belangrijke bijdrage aan de theologische vorming van de aanhangers van de Gemeinschaftsbewegung. Haarbeck keerde tegen de Pinksterbeweging, hoewel hij deze aanvankelijk enthousiast begroet had. Kerst 1919 verleende de Rheinische Friedrich-Wilhelms Universiteit te Bonn hem een eredoctoraat in de theologie.

## Publicaties (selectie)
- Kurzgefaßte Glaubenslehre für nachdenkende Christen (1902)
- Der Dienst am Evangelium in Predigt und Seelsorge. Kurze Anleitung für Nichttheologen (1913)
- Das christliche Leben nach der Schrift, kurzgefaßte biblische Ethik (1921)